# Jude Thaddeus Okolo

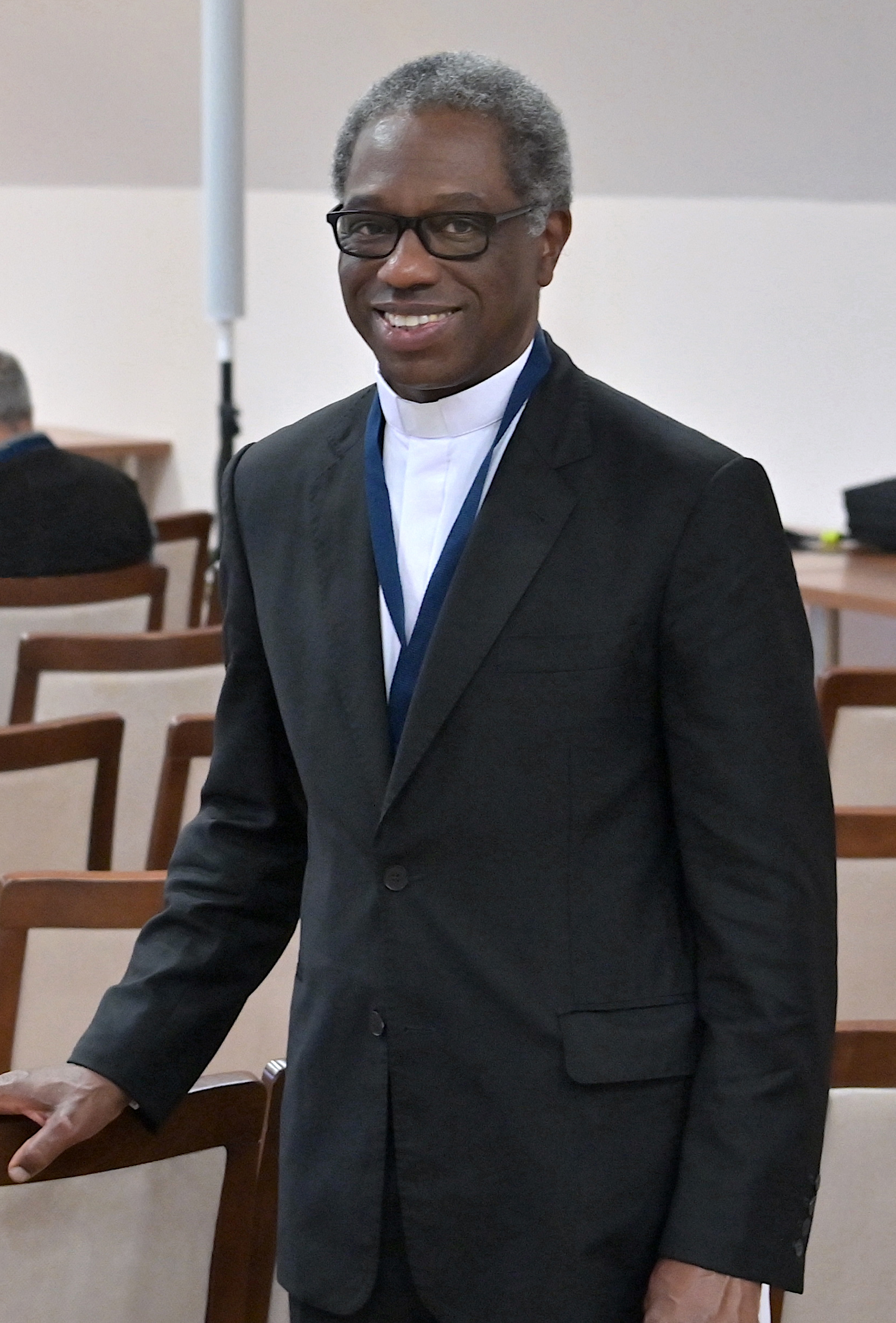
Jude Thaddeus Okolo, 2022

Jude Thaddeus Okolo (* 18. Dezember 1956 in Kano, Nigeria) ist ein nigerianischer Geistlicher, römisch-katholischer Erzbischof und Diplomat des Heiligen Stuhls.

## Leben
Der Erzbischof von Onitsha, Francis Arinze, spendete ihm nach seiner theologischen Ausbildung am 2. Juli 1983 die Priesterweihe. Er war in der römischen Kurie tätig, wo er von 1984 bis 1986 im Bereich des Dialogs mit christlichen Sekten arbeitete. Anschließend absolvierte er ein Postgraduiertenstudium in Rom und erwarb einen Doktortitel in Kirchenrecht sowie ein Diplom an der Päpstlichen Diplomatenakademie. Er trat 1990 in den diplomatischen Dienst des Heiligen Stuhls ein und war in diplomatischen Vertretungen und Nuntiaturen in Sri Lanka, Haiti, den Antillen und anderen karibischen Inselstaaten, der Schweiz, der Tschechischen Republik und Australien tätig.
Papst Benedikt XVI. ernannte ihn am 2. August 2008 zum Titularerzbischof pro hac vice von Novica und Apostolischen Nuntius in Tschad und der Zentralafrikanischen Republik. Die Bischofsweihe spendete ihm der Kardinalpräfekt der Kongregation für den Gottesdienst und die Sakramentenordnung, Francis Arinze, am 27. September desselben Jahres; Mitkonsekratoren waren Hilary Paul Odili Okeke, Bischof von Nnewi, und Valerian Okeke, Erzbischof von Onitsha.
Papst Franziskus ernannte Okolo am 7. Oktober 2013 zum Apostolischen Nuntius in der Dominikanischen Republik. Außerdem wurde er zum Apostolischen Delegaten in Puerto Rico ernannt.
Am 13. Mai 2017 ernannte ihn Papst Franziskus zum Apostolischen Nuntius in Irland. Am 1. Mai 2022 ernannte ihn der Papst zum Apostolischen Nuntius in Tschechien.